# Glossario del graffitismo
Il presente glossario contiene termini usati nel campo del WRITING. Se cerchi un elenco di tutte le voci riguardanti il writing, consulta la Categoria:Graffitismo.

## 0 - 9
- 3D Style: con questo termine si intende la realizzazione di graffiti in tre dimensioni, spesso usato per abbellire e dare profondità alle lettere semplici[1], ma a volte usato nei Wild Style per aumentarne ulteriormente la complessità[2]. Questa tecnica è stata ideata da Priest 167 nel 1973, e realizzato su muro per la prima volta da Pistol1 nello stesso anno[3].

## A
- Argentone: graffito che è riempito con vernice di colore argento e outline solitamente nere.

## B

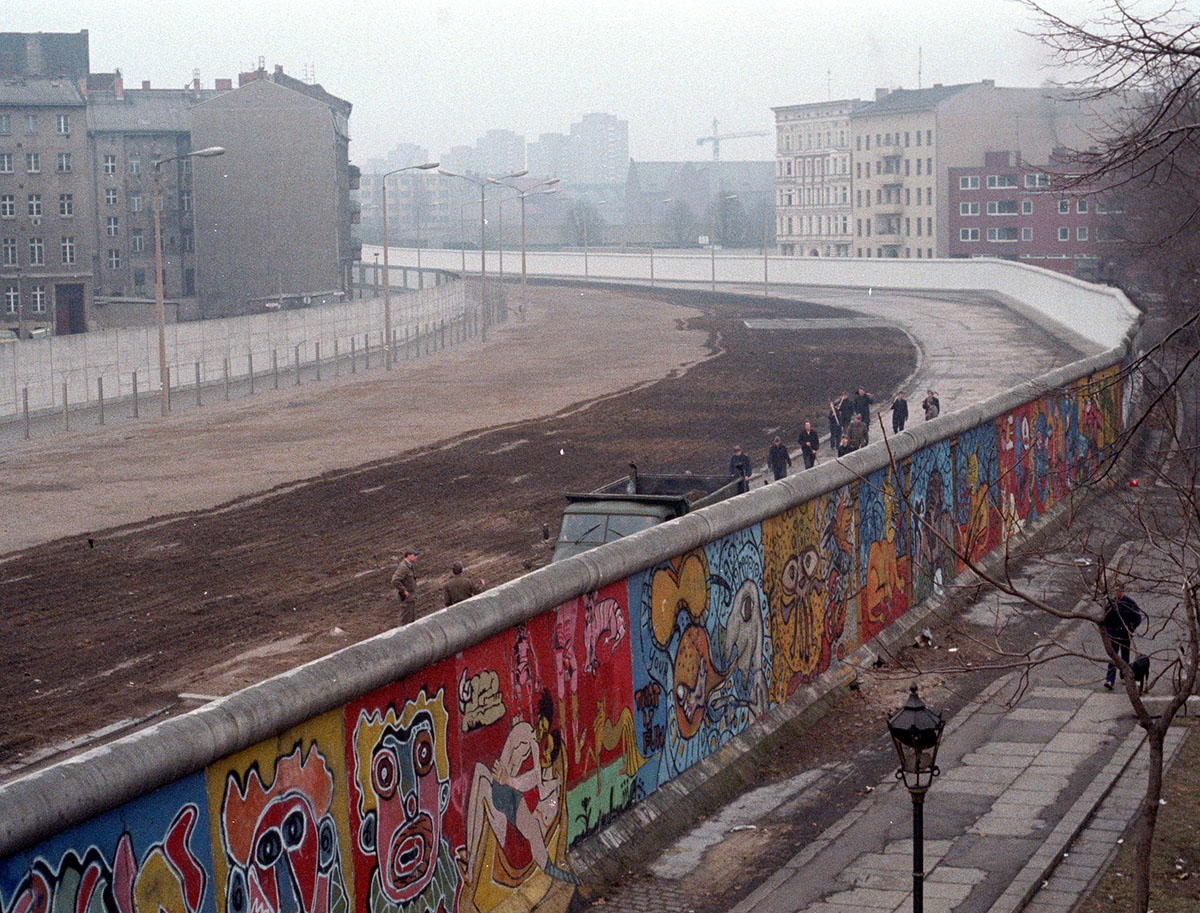
Graffito Back to Back sul Muro di Berlino.

- Back to Back: graffito che copre un muro o una carrozza di un treno dal punto iniziale a quello finale[2], alcuni esempi potevano essere trovati nella parte ovest del Muro di Berlino.
- Backjump: pezzo realizzato rapidamente durante una breve fermata di un treno o di una metropolitana[1].
- Battle: gara tra writer o crew quando esistono screzi tra di loro, simile al dissing nel rap. La gara può avere due forme, può impostarsi sulla qualità o sulla quantità: nel primo caso i writer scelgono un muro e devono eseguire un pezzo a scelta entro un tempo limite, solitamente un giorno o anche poche ore; nel secondo caso per vincere il writer deve eseguire quanti più throw-up o tag in una certa zona, in un periodo di tempo più lungo, che può essere una settimana o un mese[2]. In entrambi i tipi di battle un terzo writer o una terza crew decretano il vincitore. La punizione per lo sconfitto dipende da gara a gara, ma può essere il pagamento (in denaro o bombolette) o il divieto di eseguire pezzi in una certa zona[2].
- Biancone: pezzo di grandi dimensioni riempito con vernice a pennello o rullo[1].
- Black Book o Book: con questo termine si intende il quaderno delle bozze di un writer[1][4].

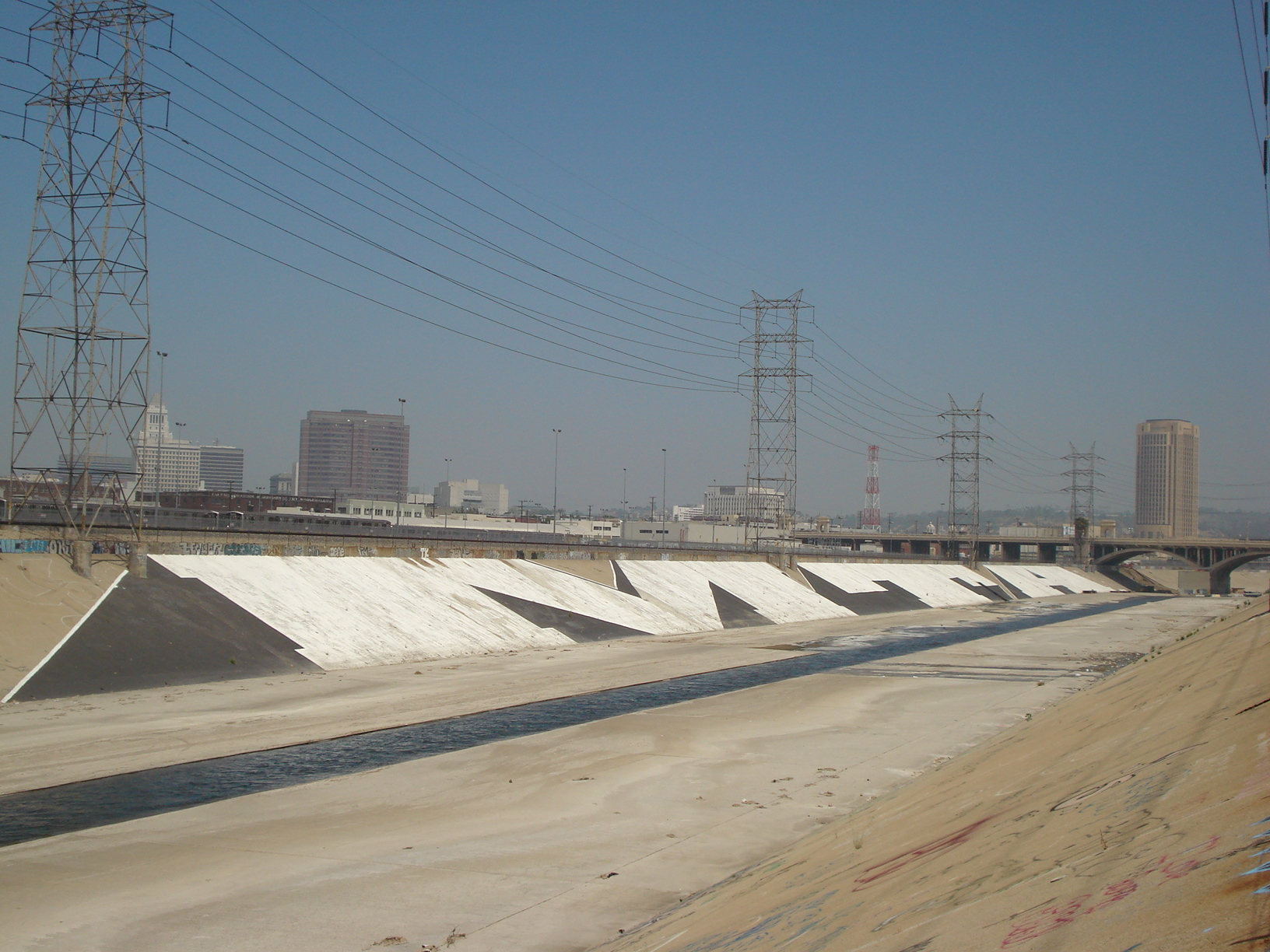
Blockbuster a Los Angeles.

- Blockbuster: spesso tradotto in italia con "stampatellone" è un tipo di graffito semplice da realizzare, che ha come caratteristica lettere molto grandi e squadrate, spesso in stampatello, e solitamente in due colori[1][2]. Inventato dai writer Blade e Comet[3], questo stile viene spesso utilizzato per coprire graffiti di altre persone o per dipingere velocemente i treni[2][5].
- Bomb o Bombing: consiste nel coprire numerose superfici con throw-up o tag, semplici e veloci da realizzare[1][2][5].
- Bubble Style: stile di lettering, spesso considerato vecchio stile, vista la velocità con cui si possono realizzare queste lettere tondeggianti è solitamente utilizzato per Throw-Up[2]; il creatore di questo stile è Phase 2[2].
- Buff o Buffing System: con questo termine si intende il trattamento per rimuovere graffiti illegali, ma anche l'atto che fa un writer coprendo una tag di un avversario, con una sua tag o un semplice segno[1].
- Burner: vedi Masterpiece.

## C
- Computer Style: una tipologia di wildstyle che ricorda la scrittura digitale, come se fosse quindi uscita da un computer[2].
- Crew (hip hop) o Clique[4]: gruppo organizzato di writer che spesso scrivono le iniziali della crew accanto al loro nome, spesso i nomi sono formati da 3 lettere con un loro significato (ad es. TDK Crew)[2].
- Crossing: spesso italianizzato in "crossare", consiste nel coprire pezzi di altri writer con i propri, oppure tracciare croci su tag di altri. Questa pratica è però denigrata perché considerata irrispettosa e simbolo di inimicizia[5]. I primi writer a iniziare una "guerra" contro altri artisti sono stati Cap e Pjay nel 1981[3].

## E
- End to End: vedi Back to Back[6].
- Etching: realizzazione di tag su vetro con Marker caricati ad acido fluoridrico, un acido in grado di sciogliere il vetro lasciando un segno permanente ed indelebile rendendo necessaria la sostituzione del vetro. È considerata una pratica estremamente pericolosa sia dal punto di vista legale che quello pratico in quanto si tratta di una sostanza altamente tossica e corrosiva.

## F
- Fanzine: (da Fanatic Magazine[1]) rivista amatoriale dedicata a un campo di interesse ristretto, in questo caso il writing; la prima fanzine sui graffiti è stata l'International Graffiti Times di Phase 2[2]. Già negli anni ottanta alcuni fotografi statunitensi iniziano a raccogliere numerose fotografie e a redigere i primi libri. Negli anni novanta la tecnologia rende possibile la nascita delle prime fanzine dedicate ai graffiti, che raccolgono interviste e soprattutto numerose fotografie[7].

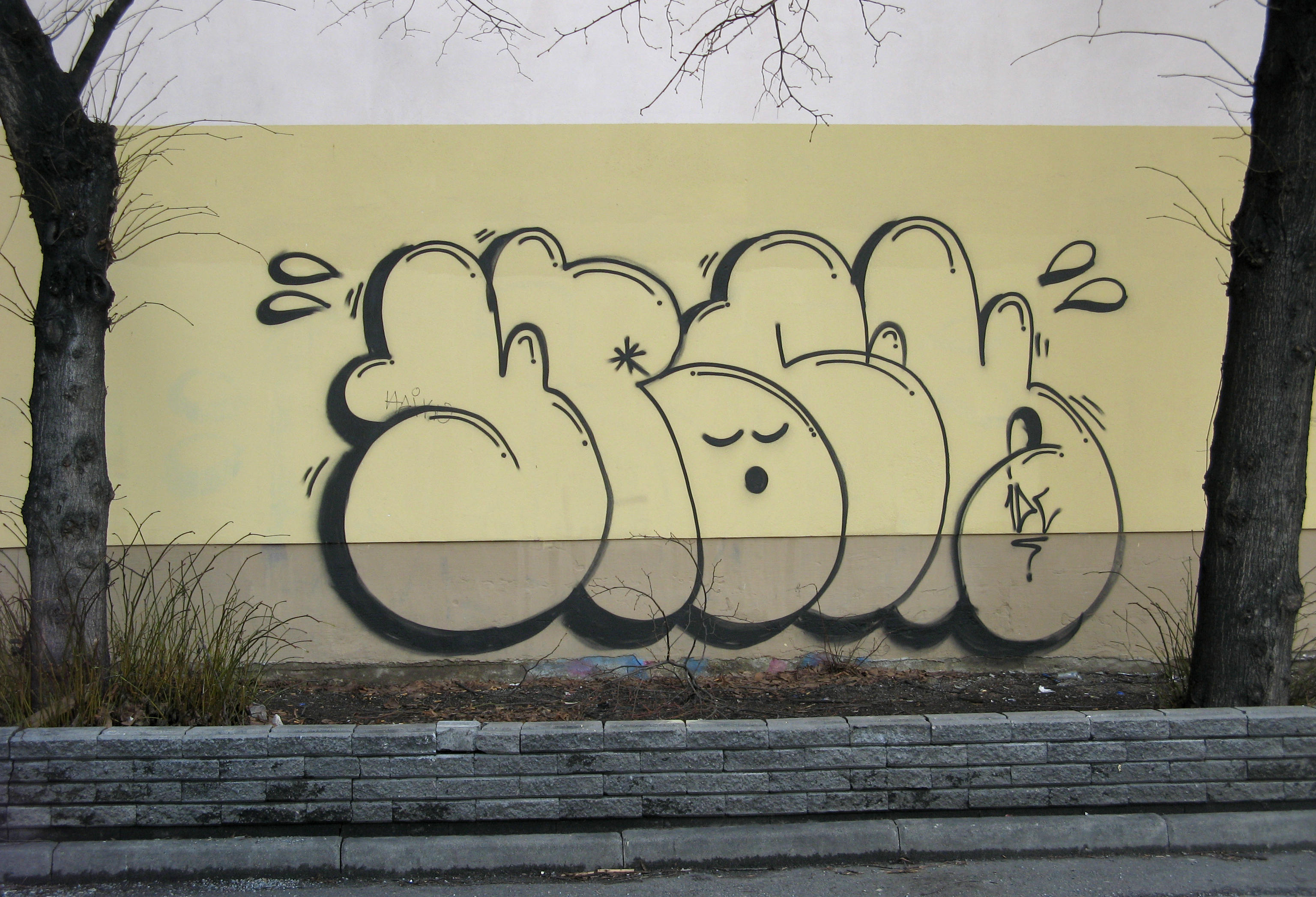
Un esempio di Flop.

- Flop: vedi Throw-Up[1].

## G
- Getting Up: inizialmente il termine era usato per indicare un graffito realizzato su un treno, adesso sta ad indicare la realizzazione di qualunque tipo di graffito, dalla semplice tag al wildstyle[2].

## H
- Hall of Fame: muro su cui è permesso dipingere legalmente, spesso gestito da una sola crew[1].

## L
- Loop: parte decorativa usata per agganciare tra loro le lettere[1].

## M
- Marker: pennarello indelebile utilizzato per realizzare tag[1].
- Masterpiece: pezzo di ottima qualità[1], il primo a utilizzare questo termine è stato Super Kool 223 nel 1971[3].
- MOP: marker realizzato in casa con stoffa di cotone e un recipiente con all'interno vernice indelebile

## N
- New School: in opposizione all'Old School con questo termine si intende la generazione di writer venuta dopo il 1984[5].

## O
- Old School: con questo termine nel writing si parla degli anni in cui nacque negli Stati Uniti, in un periodo che va dalla seconda metà degli anni settanta al 1983[2]. In questo periodo vennero inventati numerosi stili, che resero famosi i writer: ad esempio Blade e Comet inventarono il Blockbuster, Phase 2 il Bubble Style[2].
- Outline: con questo termine si intende la linea esterna del graffito realizzato sul muro, per finire il pezzo[1][2].

## P
- Pannello: pezzo realizzato su un treno[1].
- Puppet: elemento figurativo[1].

## S
- Scratch Tag: Tag incisa su una superficie di vetro, plexiglas o plastica[1].

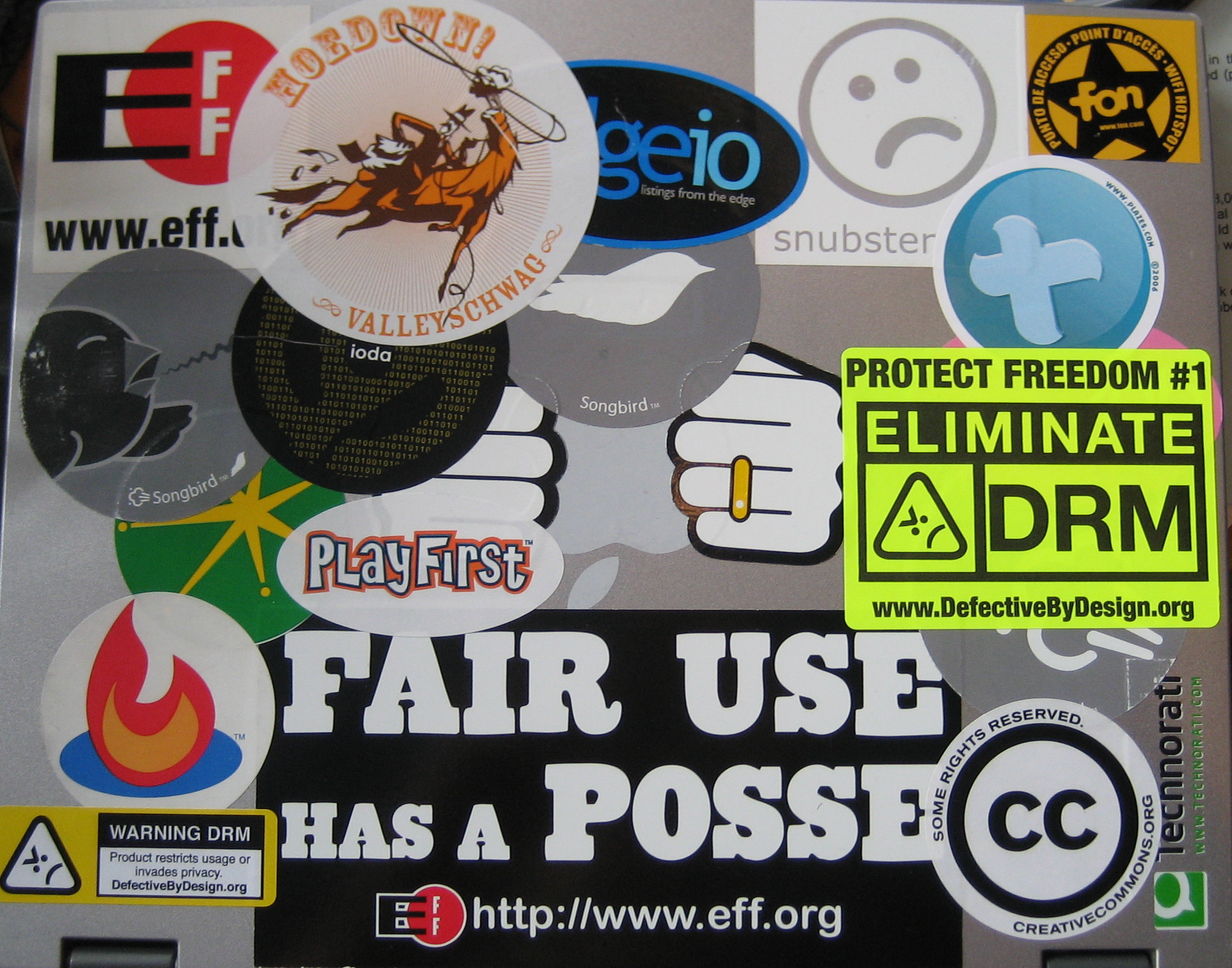
Esempi di Sticker.

- Stick: asta, intesa come elemento costitutivo di una lettera[1].
- Sticker art: una forma di tag realizzata tramite adesivi stampati dal computer, possono contenere solo la firma o il logo del writer o essere più elaborati, con piccoli caratteri e decorazioni[2]. Alcuni writer credono che questo tipo di arte sia solo per coloro che hanno paura ad usare marker o bombolette, e quindi non ne fanno uso[2].
- Softie: vedi Bubble Style[1].
- Squeezer: Marker con corpo in plastica spremibile e punta in tessuto spesso molto larga, che si usa per fare tag con colature, ricaricabile con inchiostri anche a prova di buff[2]

## T
- Tag (firma): con questo termine si intende la forma più basilare di graffiti, solitamente è la firma del writer realizzata con spray o marker[2].
- Tappino: il tappino (in inglese cap o tip[6]) è la bocchetta da cui fuoriesce lo spray, si dividono in astrofat (piuttosto spessi), fat (spessi), soft (medi), skinny (sottili) e super skinny (sottilissimi)[2][4].

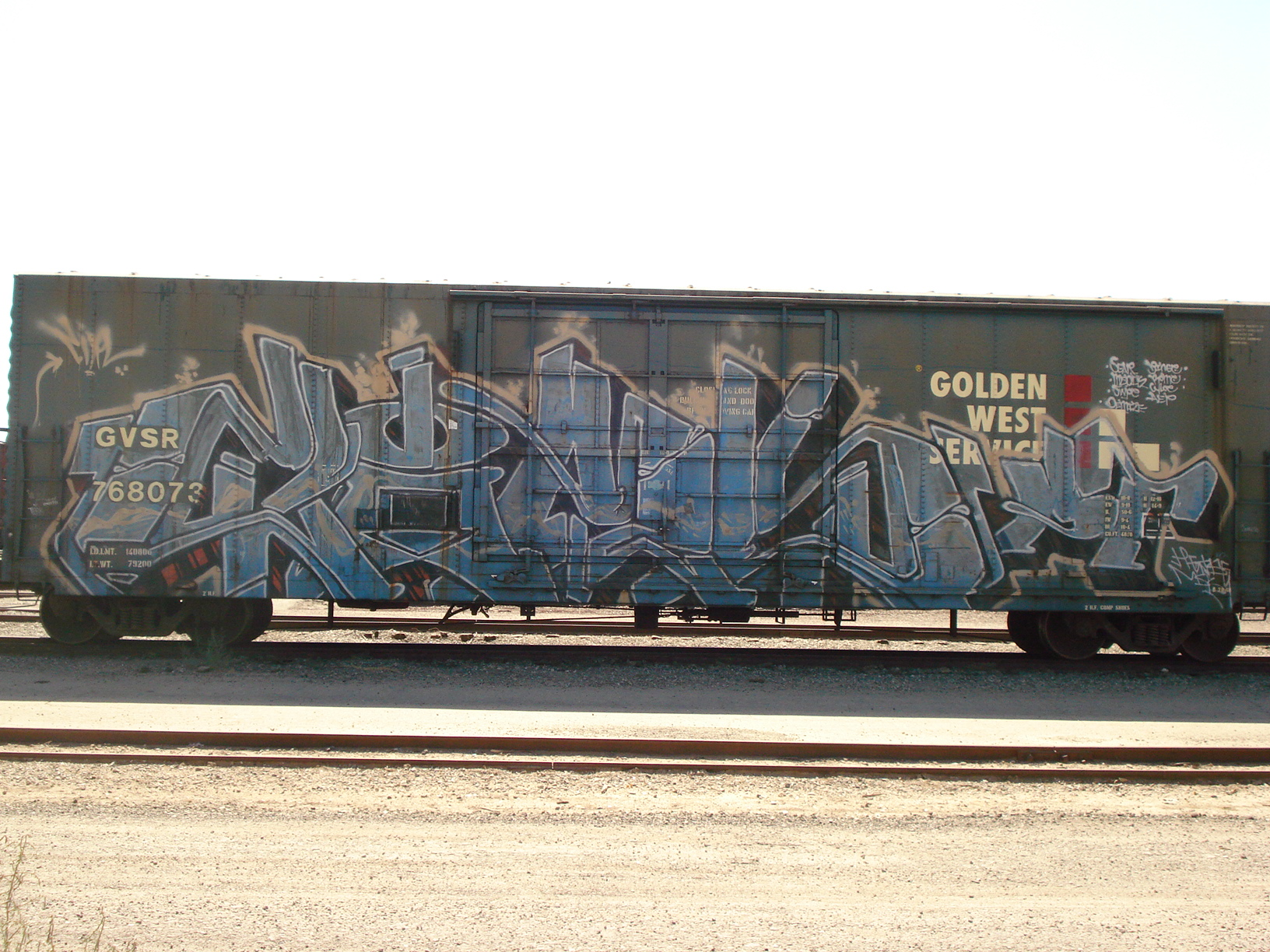
Esempio di Top to Bottom su un treno californiano.

- Throw-Up: tradotto letteralmente significa vomito, nel writing questo termine è stato utilizzato nel tempo per indicare diversi tipi di graffiti[2]. Alcuni intendono per Throw-Up un graffito realizzato con un solo strato di colore di riempimento ed un outline, altri intendono con questo termine ogni sorta di Bubble Style, non necessariamente monocromatico, ma comunque di rapida realizzazione[2]. Spesso questa tecnica viene disprezzata perché considerata antiestetica e contraria all'arte, ma realizzare un buon pezzo con un'outline precisa rapidamente non è un compito semplice[5].
- Top to Bottom o T2B: con questo termine s'intende un graffito che copre interamente un vagone in altezza[1][2]. Il primo Top to Bottom venne realizzato da Hondo nel 1975, altri writer famosi per questa tecnica sono Dead Leg, Lee, Chain, Fab 5 Freddy e, successivamente, la Newave Crew[2].
- Toy: termine per indicare un writer incompetente[2].

## W
- Whole Car: carrozza ferroviaria dipinta interamente sia nel senso della lunghezza sia nell'altezza[1], storicamente questo tipo di graffito è affiancato al newyorkese Seen[8][9].
- Whole Train: treno composto da Whole Car[1], il primo è stato realizzato da Cain 1, Flame 1 e Mad 103, che hanno dipinto 11 carrozze nel 1976[3].
- Wild Style (writing): una forma intricata di graffiti, cui si aggiungono frecce e collegamenti tra le lettere; è spesso considerata la forma di writing più difficile da realizzare e spesso le scritte sono indecifrabili per i non writer[2], il termine viene coniato nel 1974 da Tracy 168[3].

## Y
- Yard: deposito ferroviario (si può anche intendere tutta la ferrovia e i complessi di strutture che ci sono attorno)[1].